# Ngày quốc tế mèo
Ngày quốc tế mèo là một ngày lễ diễn ra vào mùng 8 tháng 8 hàng năm. Nó được tạo ra năm 2002 bởi Quỹ quốc tế vì phúc lợi động vật. Bên cạnh đó, ngày mèo thế giới được tổ chức vào 17 tháng 2 tại nhiều nơi ở châu Âu vào mùng 1 tháng 3 ở Nga, ngày mèo được tổ chức vào 22 tháng 2 ở Nhật Bản.
Ngày quốc tế loài Mèo hay còn gọi là Cats day. Đa số là ngày 8 tháng 8 hàng năm được thành lập vào năm 2002 bởi Quỹ Quốc tế về Bảo vệ động vật (IFAW) và các nhóm bảo vệ động vật khác. Tại Nhật Bản và các nước châu Á hầu như chọn ngày 22 tháng 2 là Ngày của loài mèo vì có phát âm nhi-nhi-nhi gần giống với tiếng mèo kêu (tiếng Nhật). Ngày Mèo được kỷ niệm ở Nhật Bản từ năm 1987 theo đề nghị của một trong những công ty sản xuất thức ăn cho mèo. Năm 1987, một ủy ban Ngày của Mèo được thành lập để kêu gọi những người đang nuôi giữ mèo, cũng như những người muốn tìm hiểu tham gia lễ hội này.